# Serafina Akeli
Patsy Serafina Akeli (geb. 7. Dezember 1978 in Motoʻotua als Patsy Serafina McKenzie) ist eine ehemalige samoanische Speerwerferin. Sie war zweimalige Olympiateilnehmerin, nationale Meisterin im Speerwurf 2008 und Mitglied des QEII Track Club in Australien. Sie stellte sowohl einen nationalen Rekord als auch ihre persönliche Bestmarke auf, als sie bei den New Zealand Athletics Championships in Wellington, Neuseeland mit der Weite von 54,78 m gewann.
Akeli gab ihr offizielles Debüt bei den Olympischen Spielen 2004 in Athen, wo sie auf Platz 40 in der Qualifikation kam. Sie erreichte eine Weite von 45,93 m. Im selben Jahr wurde sie mit einer Weite von 50,22 m Ozeanienmeisterin.
Bei den Commonwealth Games 2006 in Melbourne, Australien, errang Akeli das beste Resultat ihrer Karriere, als sie Neunte im Finale wurde mit einer Bestleistung von 51,25 m.
Bei den Olympischen Sommerspielen 2008 in Peking qualifizierte sich Akeli zum zweiten Mal für den Speerwurf der Frauen. Sie erreichte eine Weite von 49,26 m bei ihrem dritten Versuch und kam auf Platz 49.